# Ginger Baker
Peter Edward Baker (Lewisham, Londres, 19 de agosto de 1939-Canterbury, Inglaterra, 6 de octubre de 2019), más conocido como Ginger Baker, fue un músico británico, conocido por su trabajo con el grupo Cream y por sus numerosas asociaciones con la llamada Música del mundo, el uso de las influencias africanas en sus trabajos y de otras diversas colaboraciones, como su trabajo con las bandas Hawkwind y Public Image Ltd.
Ganó fama como miembro de la agrupación Graham Bond Organization, para luego convertirse en miembro de la banda Cream, junto con Jack Bruce y Eric Clapton, desde 1966 hasta que se disolvió en 1968. 
Más tarde se unió al grupo Blind Faith. En 1970 formó, hizo una gira y grabó un disco con su grupo de fusion rock llamado Ginger Baker's Air Force. En 1972 grabó un álbum llamado Stratavarious con el nigeriano pionero del afrobeat Fela Ransome-Kuti y el vocalista Bobby Tench, de The Jeff Beck Group, bajo su propio nombre. Baker Gurvitz Army se formó en 1974 y lanzó tres álbumes antes de su desaparición en 1976. Desde entonces, publicó muchos álbumes de jazz y fusión étnica de percusión, grabando y realizando giras con diversos conjuntos de jazz, música clásica y rock.
Es reconocido por su particular estilo al tocar la batería y por el uso del doble bombo. En sus inicios interpretaba largos solos de batería, algo evidente en la canción de Cream «Toad», uno de los primeros ejemplos grabados en la música rock de esta técnica. Fue incluido en el Salón de la Fama del Rock and Roll como miembro de Cream en 1993.

## Primeros años
Su padre, Frederick Louvain Formidable Baker, era un albañil, y su madre, Ruby May Bayldon, trabajaba en una tabaquera. 
Un niño atlético e inquieto, comenzó a tocar la batería a los quince años. A principios de la década de 1960 tomó clases con Phil Seamen, uno de los principales bateristas británicos de jazz de la era de la posguerra. Aunque era buen alumno, en las big bands por las que pasó en su adolescencia le acusaban frecuentemente de ser demasiado ruidoso e impulsivo, razón por la que rápidamente entró al mundo del rock. Obtuvo cierto reconocimiento como miembro de la banda Graham Bond Organisation con su futuro compañero de banda, Jack Bruce. La Graham Bond Organisation era un grupo de R&B con una fuerte inclinación por el jazz.

## Carrera

### Década de 1960: Cream, Blind Faith y Ginger Baker's Air Force

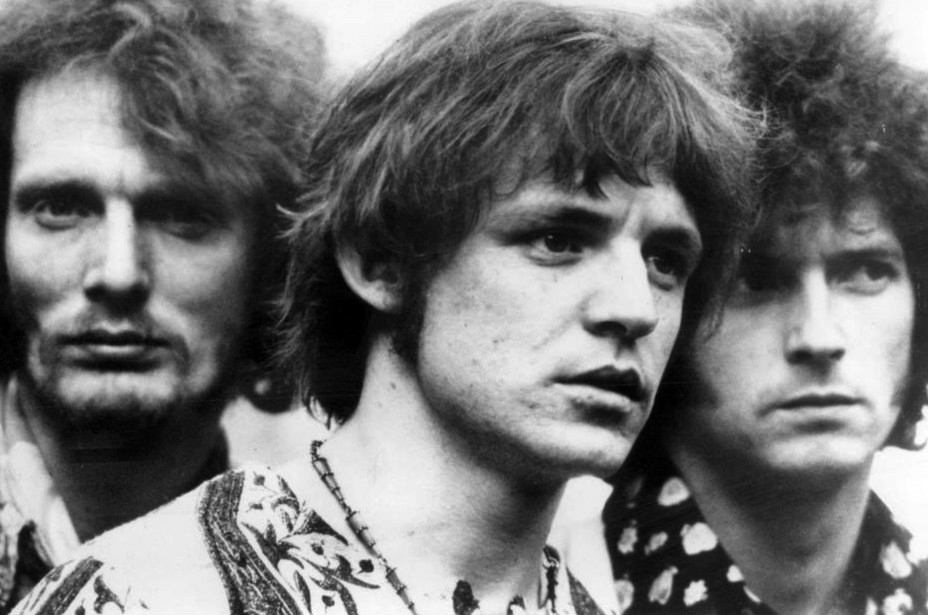
Ginger Baker (izquierda) con sus compañeros de Cream.

Baker fundó la banda Cream en 1966 con Jack Bruce y Eric Clapton. Fusionando el blues, el rock psicodélico y el hard rock, la agrupación grabó cuatro álbumes en sus escasos dos años de existencia. Pese a su corta trayectoria, la agrupación fue una enorme influencia para un gran número de bandas posteriores. La mala relación entre Baker y Bruce llevó a la separación del trío a finales de 1968.
Tras la separación de Cream, Baker se unió al supergrupo Blind Faith, compuesto por Eric Clapton, el bajista Ric Grech (de Family) y el cantante y tecladista Steve Winwood (de Traffic). El grupo solamente pudo grabar un álbum, Blind Faith, antes de separarse. En 1970, Baker decidió fundar un proyecto musical propio, titulándolo Ginger Baker's Air Force. Se llevó con él a Winwood y contrató a la cantante Jeanette Jacobs, al guitarrista Denny Laine y a los bateristas Phil Seamen y Alan White, además de incluir algunos instrumentos de viento y percusión. Ese mismo año la banda publicó los álbumes Ginger Baker's Air Force y Ginger Baker's Air Force 2.

### Década de 1970: Nigeria, Fela Kuti y Baker Gurvitz Army
En noviembre de 1971, el baterista decidió establecer un estudio de grabación en Lagos, capital de Nigeria, siendo uno de los primeros músicos de rock en darse cuenta del potencial de la música africana. También decidió que sería una experiencia interesante viajar a Nigeria por tierra a través del desierto del Sahara. Baker invitó al director de documentales Tony Palmer para grabar un documental con su experiencia viajando por África. El documental, titulado Ginger Baker in Africa, sigue su odisea mientras hace su viaje y finalmente llega a Nigeria para establecer su estudio de grabación. Después de muchos contratiempos y problemas técnicos, los estudios Batakota abrieron sus puertas a finales de enero de 1973, operando a lo largo de los años 1970 como una instalación para músicos locales y occidentales (Paul McCartney y Wings grabaron material del disco Band On The Run en ese estudio).
Baker trabajó con el músico africano Fela Kuti y como resultado fue grabado el álbum Live! (1971). Un año después ambos músicos grabaron otro disco, Stratavarious, junto con Bobby Tench de The Jeff Beck Group. Stratavarious fue reeditado más tarde como parte de la compilación Do What You Like.
Tras su experiencia africana y por consejo del mánager Bill Fehilly, Baker formó una nueva banda, Baker Gurvitz Army, con los hermanos Paul y Adrian Gurvitz en 1974. La agrupación grabó tres discos, Baker Gurvitz Army (1974), Elysian Encounter (1975) y Hearts on Fire (1976), realizando giras por Inglaterra y Europa en 1975. La banda se disolvió en 1976, poco después de la muerte de Fehilly en un accidente aéreo.

### Década de 1980: Hawkwind y Public Image Ltd.

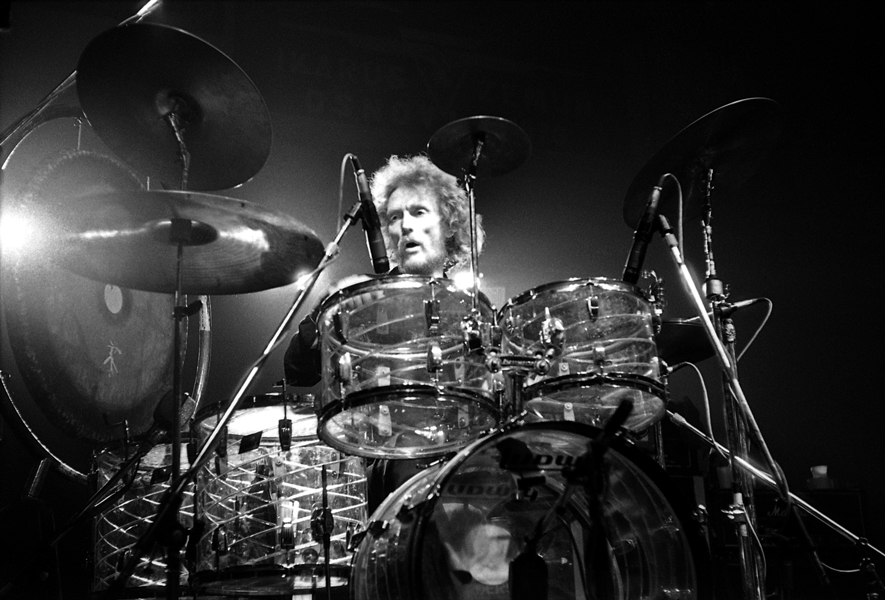
Baker en 1980.

Luego de cerrar su estudio de grabación en Lagos, Baker pasó la mayor parte de los años 1980 en un rancho de un pequeño pueblo de Italia. Durante este período, tocó poca música y se alejó de la heroína.
En 1980 aceptó el ofrecimiento de unirse a la banda de rock psicodélico Hawkwind después de tocar inicialmente como músico de sesión en el álbum Levitation. Abandonó la formación en 1981, después de una gira. El material en vivo y los demos de estudio de esa época aparecen en otros dos álbumes de Hawkind, editados a finales de los años 1980. En 1985, el productor Bill Laswell lo convenció para que hiciera un trabajo de sesión en el disco Album de la banda Public Image Ltd., liderada por el cantante John Lydon de los Sex Pistols.
A finales de la década, Ginger se mudó a Los Ángeles con la intención de convertirse en actor. Apareció en la serie de televisión de 1990 Nasty Boys, pero su carrera en la actuación no logró trascender y poco después retornó a la música.

### Década de 1990: Masters of Reality, The Ginger Baker Trio y BBM
En 1992 Baker tocó en el grupo de hard rock Masters of Reality, más precisamente en el álbum Sunrise on the Sufferbus. El álbum recibió elogios de la crítica pero vendió menos de diez mil copias.
Baker vivió en Parker, Colorado entre 1993 y 1999, en parte debido a su pasión por el polo. No sólo participó en eventos de polo en el Parque Ecuestre de Salisbury, sino que también patrocinó una serie de sesiones jam y conciertos en el centro ecuestre los fines de semana.
En 1994 formó The Ginger Baker Trio con el bajista Charlie Haden y el guitarrista Bill Frisell. También se unió a BBM (Bruce-Baker-Moore), un power trio de corta vida compuesto por Baker, Jack Bruce y el virtuoso guitarrista de blues rock irlandés Gary Moore. Esta formación se encargó de grabar el álbum Around the Next Dream, publicado el 17 de mayo de 1994.

### Nuevo milenio
Durante mayo de 2005, Baker contactó con Eric Clapton y Jack Bruce para un reunión del grupo Cream en el Royal Albert Hall. En estos conciertos y en los que dieron posteriormente en el Madison Square Garden de Nueva York volvieron a aparecer las diferencias entre Ginger y Bruce. Este último es citado en un artículo de la revista Rolling Stone escrito en 2009, diciendo: "Hoy en día, estamos felices de coexistir en diferentes continentes [Bruce, fallecido en 2014, vivía en Gran Bretaña, y Baker en Sudáfrica]... Aunque yo estaba pensando en pedirle que cambie nuevamente de residencia. Todavía siento que está demasiado cerca".
En 2009, el músico publicó su autobiografía, titulada Hellraiser. Cuatro años después formó una nueva agrupación, Ginger Baker Jazz Confusion, con la que salió de gira hasta 2014, año en que publicó el disco en calidad de solista Why?
En 2015 decidió reformar Ginger Baker's Air Force con una nueva alineación. La banda tocó en Londres el 26 de enero de ese año. La actuación, sin embargo, tuvo que ser acortada y Baker debió hacer muchas pausas debido a una lesión que había sufrido anteriormente. A finales de febrero de 2016 se canceló toda la gira debido a que los médicos habían diagnosticado a Baker con "problemas cardíacos graves". En su blog, el músico comentó: "Acabo de ver a un médico... es una gran conmoción... no más conciertos para este viejo baterista..." En julio de 2016 el músico tuvo que ser operado a corazón abierto y más tarde se informó que se encontraba en proceso de recuperación.

### Fallecimiento
En septiembre de 2019 la familia del músico anunció que se encontraba internado y en estado crítico. Baker falleció el 6 de octubre de 2019 a los 80 años en un hospital de Canterbury.

## Vida personal

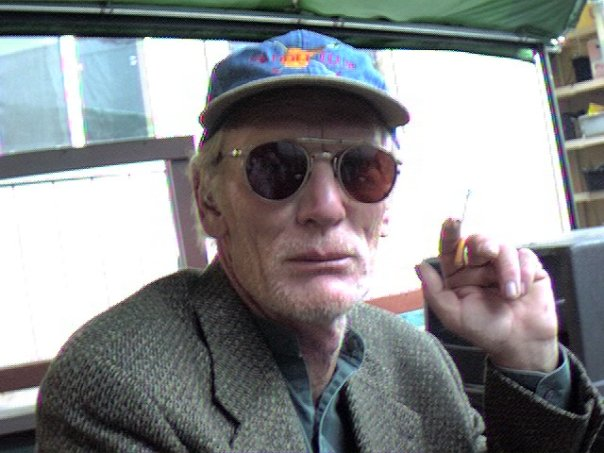
Baker en 1997.

Baker contrajo matrimonio en cuatro ocasiones y tuvo tres hijos, Nettie, Leda y Kofi. El músico y su primera esposa, Liz Finch, tuvieron su primera hija, Ginette Karen, el 20 de diciembre de 1960. La segunda hija de Baker, Leda, nació el 20 de febrero de 1968. Su hijo, Kofi Streatfield Baker, nació en marzo de 1969 y lleva el nombre de un amigo suyo, el baterista ghanés Kofi Ghanaba. En febrero de 2013, el músico publicó que padecía de una enfermedad pulmonar obstructiva crónica a causa de años de tabaquismo intenso y dolor de espalda crónico debido a una osteoartritis degenerativa.
El 25 de septiembre de 2019, la familia del músico anunció que Baker se encontraba en muy mal estado de salud e internado en un hospital. En 2016, el músico había sido intervenido a corazón abierto debido a una grave enfermedad cardíaca. Finalmente, el músico falleció el 6 de octubre de 2019.

## Estilo
La forma de tocar de Baker atrajo la atención por su exuberancia, espectáculo y el uso pionero de dos bombos en lugar de uno solo, aunque a diferencia de lo que sería habitual posteriormente, usaba dos medidas diferentes simultáneamente; un bombo estándar de 20 pulgadas con el pie derecho y uno adicional de 22 con el izquierdo, para solos y fills concretos. Firmemente convencido como baterista de jazz, se disgustaba cuando se referían a él como un baterista de rock. Aunque a veces actuaba en forma similar a Keith Moon de The Who, Baker mostraba un estilo más refinado, influenciado por los grupos de jazz británicos que escuchaba a finales de los años 1950 y principios de los años 1960. Esta influencia se percibe claramente en temas como N.S.U., que presenta ritmos asincopados y figuras en la caja de evidente herencia bop, o Wrapping Paper, con un ritmo swing ligero, del primer álbum de Cream.  
En sus primeros días como baterista, ejecutaba largos solos de batería, siendo el más conocido en una pieza llamada "Toad", que se encuentra en el álbum Fresh Cream y, posteriormente, en una versión en directo de 16 minutos en el álbum doble Wheels of Fire. Baker es también conocido por utilizar variedad de instrumentos de percusión alternativos (sobre todo, platos de efectos) y por la incorporación a su música de ritmos africanos.

## Equipo

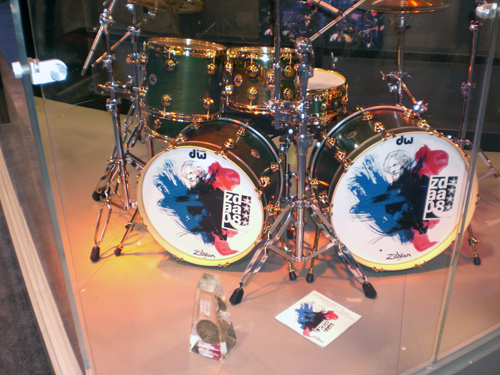
Kit de batería de Baker.

Baker utilizó baterías Ludwig desde los primeros años de su carrera en los 60 hasta finales de la década de 1990. En sus últimos veinte años de vida se cambió a la casa Drum Workshop.
Llevó platos de la marca Zildjian desde que los descubriera a principios de los 60; durante las dos últimas giras de Cream en 1968 ya los usaba exclusivamente. También fue de los primeros baterías en desplegar una gran cantidad de platos para lograr diversos efectos, llevando desde su etapa con Cream dos rides diferentes, además de chrashes, splashes y otros.

## Discografía

### Como solista
- Ginger Baker at His Best (1972)
- Stratavarious (Polydor, 1972)
- Ginger Baker & Friends (Mountain, 1976)
- Eleven Sides of Baker (Sire, 1977)
- From Humble Oranges (CDG, 1983)
- Horses & Trees (Celluloid, 1986)
- No Material (ITM, 1989)
- Middle Passage (Axiom, 1990)
- Unseen Rain (Day Eight, 1992)
- Ginger Baker's Energy (ITM, 1992)
- Going Back Home (Atlantic, 1994)
- Ginger Baker The Album (ITM, 1995)
- Falling Off the Roof (Atlantic, 1995)
- Do What You Like (Polydor, 1998)
- Coward of the County (Atlantic, 1999)
- African Force (2001)
- African Force: Palanquin's Pole (2006)
- Why? (2014)

### Con Blind Faith
- Blind Faith (Polydor, 1969)

### Con Cream
- Fresh Cream (Polydor, 1966)
- Disraeli Gears (Polydor, 1967)
- Wheels of Fire (Polydor, 1968)
- Goodbye (Polydor, 1969)
- Live Cream (Polydor, 1970)
- Live Cream Volume II (Polydor, 1972)
- Live 1968 (Koin, 1989)
- Royal Albert Hall London May 2-3-5-6 2005 (Reprise, 2005)

### Con Ginger Baker's Air Force
- Ginger Baker's Air Force (Atco, 1970)
- Ginger Baker's Air Force II (Atco, 1970)

### Con Baker Gurvitz Army
- Baker Gurvitz Army (Janus, 1974)
- Elysian Encounter (Atco, 1975)
- Hearts on Fire (Atco, 1976)
- Flying In and Out of Stardom (Castle, 2003)
- Greatest Hits GB (Music, 2003)
- Live in Derby (Major League ,2005)
- Live Revisited (2005)

### Con Hawkwind
- Levitation (Bronze, 1980)
- Zones (Flicknife, 1983)
- This Is Hawkwind, Do Not Panic (Flicknife, 1984)

### Otros
- Album de Public Image Ltd. (Elektra/Virgin, 1986)
- Unseen Rain de Jens Johansson y Jonas Hellborg (Day Eight, 1992)
- Sunrise on the Sufferbus de Masters of Reality (Chrysalis, 1992)
- Cities of the Heart de Jack Bruce (CMP, 1993)
- Around the Next Dream de BBM (Capitol, 1994)
- Synaesthesia de Andy Summers (CMP, 1996)
- Coward of the County de Ginger Baker and the Denver Jazz Quintet-to-Octet (Atlantic, 1999)

## Videografía
- 1971 Ginger Baker in Africa
- 2006 Master Drum Technique (instructivo)
- 2012 Beware of Mr. Baker